# Nezumi Kozō
Nezumi Kozō (鼠小僧, 1797-1831) est le surnom de Nakamura Jirokichi (仲村次郎吉), un voleur japonais et héros populaire qui vécut à Edo (aujourd’hui Tokyo) durant l'époque d'Edo.

## Capturé et tatoué
En 1822, il fut attrapé, tatoué et banni d’Edo. Le 8 août 1831, il fut capturé de nouveau et confessa le vol de plus de cent propriétés de samouraïs et l’impressionnant vol de plus de trente mille ryō durant ses quinze années de carrière. Après sa capture, il fut attaché à un cheval et mené en parade en public avant d’être décapité aux sites d’exécution de Suzugamori. Sa tête fut ensuite publiquement exposée sur un pieu. Enfin, il fut enterré à Ekō-in situé dans le quartier de Ryōgoku à Tokyo. Tant de pèlerins ébréchèrent des morceaux de sa pierre tombale, comme porte-bonheur, que des substituts durent être construits peu de temps après sa mort.

## Antécédents
Au moment de l’arrestation, Jirokichi possédait très peu d’argent. Cet état de pauvreté, combiné à l’humiliation publique qu’il fit subir au daimyo, est à l’origine de la légende populaire prétendant qu’il donnait son butin aux pauvres, transformant le petit escroc en un héros populaire posthume semblable à Robin des Bois. Le fait qu’il soit mort seul, donnant à ses femmes des papiers de divorce juste avant l'arrestation pour leur éviter de partager son sort, comme la loi le décrétait, augmenta d’autant sa réputation.
Les spécialistes modernes sont d’avis que Jirokichi a probablement dépensé son argent pour se procurer des femmes et de la boisson.

## Surnom
« Nezumi » est le mot japonais pour « rat » ; un kozō était un jeune garçon de course qui travaillait dans un magasin ou un atelier durant la période Edo. Le surnom « Nezumi Kozō » peut donc se traduire approximativement en français par « garçon rat ». Puisqu'un surnom contenant le terme « kozō » était souvent donné aux pickpockets, qui étaient invariablement de jeunes garçons ou des jeunes filles, puisque la profession demandait des doigts agiles, il a été suggéré que Jirokichi était un pickpocket connu durant sa jeunesse.

## Dans la culture populaire
Ses exploits ont été commémorés dans le théâtre kabuki, des chansons populaires, le jidai-geki, les jeux vidéo et la culture populaire moderne.

## Source
- (en) Cet article est partiellement ou en totalité issu de l’article de Wikipédia en anglais intitulé « Nezumi Kozō » (voir la liste des auteurs).